# Casciano (Murlo)
Casciano (o Casciano di Murlo) è una frazione del comune italiano di Murlo, nella provincia di Siena, in Toscana.

## Storia
Il borgo di Casciano, talvolta Cassiano, è citato per la prima volta nel 1189 in un documento di papa Clemente III che conferma a Bono, vescovo di Siena, la giurisdizione di alcune chiese del territorio. Il paese era conosciuto anche con il nome di Casciano delle belle donne, e si fa risalire questo appellativo al XIII secolo, quando poco dopo il 1252 si trasferì a Casciano un convento di novizie.
Casciano fu una delle sei comunità nelle quali era suddiviso il feudo vescovile di Murlo.
Nel 1833 il paese di Casciano contava 634 abitanti. Con i suoi 922 abitanti al 2011, Casciano costituisce il centro abitato più popoloso del comune di Murlo.

## Monumenti e luoghi d'interesse
- Pieve dei Santi Giusto e Clemente[3]
- Cappella di Santa Maria a Piantasala[5]

## Infrastrutture e trasporti
La frazione di Casciano è servita dalla strada statale 223 di Paganico, che collega le città di Grosseto e di Siena, tramite lo svincolo Fontazzi-Casciano.